# Arneburg
Arneburg (pronunciación en alemán: /ˈaʁnəˌbʊʁk/ⓘ) es un municipio situado en el distrito de Stendal, en el estado federado de Sajonia-Anhalt (Alemania), a una altitud de 30 metros. Su población a finales de 2015 era de unos 1500 habitantes y su densidad poblacional, 50 hab/km².